# Daniel Hopsicker
Daniel Hopsicker (* 16. Juli 1951; † 22. August 2023) war ein US-amerikanischer Fernsehproduzent, Buchautor und Dokumentarfilmer.

## Leben und Werk
Als Fernsehproduzent lieferte Hopsicker serielle Reportageformate wie z. B. „Inside Wall Street“ und „The Emerging Growth Stock Report“.
Nach den Terroranschlägen vom 11. September 2001 begann er mit Recherchen zu den vorangegangenen Aufenthalten der Attentäter in Venice, Florida. Seine Erkenntnisse über die Hintergründe der Terroristen-Flugschule Huffman Aviation, deren Eigentümer und die Lebensumstände der Attentäter in Florida verarbeitete er 2003 in seinem Dokumentarfilm Mohammed Atta and the Venice Flying Circus und in dem Buch Welcome to Terrorland. Mohammed Atta und seine amerikanischen Helfer. Hopsickers Film wurde als Video-CD mit dem Buch aus dem Bereich der Verschwörungstheorien zum 11. September 2001 Fakten, Fälschungen und die unterdrückten Beweise des 11.9. von Mathias Bröckers ausgeliefert.

## Ins Deutsche übersetzte Schriften
- Welcome to Terrorland. Mohammed Atta und seine amerikanischen Helfer. Zweitausendeins, 2004, ISBN 3861506297
- Barry und die Boys. Barry Seal, eine Schlüsselfigur der amerikanischen Geheimgeschichte. Zweitausendeins, 2005, ISBN 3861507277

## Filmografie
- Mohammed Atta and the Venice Flying Circus, 2003, 60 min, erhältlich auf Video-CD mit dem Buch Fakten, Fälschungen und die unterdrückten Beweise des 11.9., ISBN 3861506041, von Mathias Bröckers